# Wachirawit Ruangwiwat
Wachirawit Ruangwiwat (วชิรวิชญ์ เรืองวิวรรธน์; também conhecido como Chimon/Chimonac (ชิม่อน); Banguecoque, 15 de janeiro  de 2000) é um ator tailandês. Ele é conhecido por seus papéis principais como Sun em My Dear Loser: Edge of 17 (2017), Wave em The Gifted (2018), The Gifted: Graduation (2020), Andrew em Blacklist (2019) e Sailom em Dangerous Romance (2023) da GMMTV.

## Infância e educação
Wachirawit nasceu em Banguecoque, Tailândia. Ele completou sua educação secundária no Assumption College, onde se tornou um de seus atletas de futebol. Ele está atualmente cursando bacharelado em cinema na Escola de Mídia Digital e Artes Cinematográficas da Universidade de Banguecoque.

## Carreira
Wachirawit começou na indústria do entretenimento com sua aparição no filme 13 Beloved (2006). Ele estreou oficialmente como ator em 2015 como parte do filme Ghost Ship (2015) e mais tarde conseguiu o papel principal em Sweet Boy (2016). Ele passou a fazer parte da série de televisão Senior Secret Love: My Lil Boy 2 (2016), onde desempenhou o papel de Toy. Ele é um artista da GMMTV desde 2015. Em 27 de junho de 2024, a GMMTV anunciou que Wachirawit faria uma pausa em sua carreira devido à depressão.

## Filmografia

### Cinema
| Ano  | Título      | Personagem | Notas            |
| ---- | ----------- | ---------- | ---------------- |
| 2006 | 13 Beloved  | Criança    | Papel convidado  |
| 2015 | Ghost Ship  |            | Papel convidado  |
| 2016 | Sweet Boy   | Nack       | Papel principal  |
| 2019 | SisterS     | Win        | Papel recorrente |
| 2022 | My Precious | Bank       | Papel recorrente |
| TBA  | Hide & Sis  |            | Papel principal  |

### Televisão
| Ano  | Título                                        | Personagem                      | Notas                  |
| ---- | --------------------------------------------- | ------------------------------- | ---------------------- |
| 2016 | Senior Secret Love: My Lil Boy 2              | Toy                             | Recorrente             |
| 2017 | My Dear Loser: Edge of 17                     | Sun                             | Principal              |
| 2017 | Please... Seiyng Reiyk Wiyyan                 | Win                             | Principal              |
| 2017 | 'My Dear Loser: Happy Ever After              | Sun                             | Convidado              |
| 2018 | School Rangers                                | Ele mesmo                       | Apresentador principal |
| 2018 | Beauty & The Babes My First Date              | Ele mesmo                       | Apresentador principal |
| 2018 | YOUniverse                                    | Earth                           | Principal              |
| 2018 | Love Songs Love Series: Seb Tid Kwam Jeb Puad | Nui                             | Principal              |
| 2018 | The Gifted                                    | Wasuthorn "Wave" Worachotmethee | Principal              |
| 2018 | Happy Birthday                                | Jovem Phana                     | Recorrente             |
| 2018 | Our Skyy                                      | Sun                             | Principal              |
| 2019 | He's Coming to Me                             | Prince                          | Recorrente             |
| 2019 | Samee See Thong                               | Parn                            | Recorrente             |
| 2019 | Blacklist                                     | Andrew                          | Principal              |
| 2020 | The Gifted: Graduation                        | Wasuthorn "Wave" Worachotmethee | Principal              |
| 2021 | The Player                                    | Dan/Danai                       | Recorrente             |
| 2022 | Never Let Me Go                               | Ben                             | Recorrente             |
| 2023 | Dangerous Romance                             | Sailom                          | Principal              |
| 2024 | My Precious The Series                        | Bank                            | Recorrente             |

### Vídeos musicais
| Ano  | Título da música                             | Artista(s)              | Personagem | Notas                          |
| ---- | -------------------------------------------- | ----------------------- | ---------- | ------------------------------ |
| 2015 | "รักเธอคนเดียว" (Ruk Tur Kon Diao/One Love)    | Nat Sakdatorn           |            | Videoclipe oficial             |
| 2016 | "เหตุผลที่ไม่มีเหตุผล" (Hetpon Tee Mai Mee Hetpon) | Getsunova               |            | Videoclipe oficial             |
| 2017 | "ทนได้ทุกที" (Ton Dai Took Tee)                 | Matung Radubdow         |            | Videoclipe oficial             |
| 2017 | "ออกตัว" (Auk Tua)                            | Lipta                   | Sun        | OST. My Dear Loser: Edge of 17 |
| 2018 | "จักรวาลเธอ" (Jukkrawahn Tur)                 | Korapat Kirdpan (Nanon) | Earth      | OST. YOUniverse                |
| 2021 | "เด็ด" (DED)                                  | PiXXiE                  |            | Videoclipe oficial             |
| 2023 | "สายลม" (Wind)                               | Ele mesmo               |            | OST. Dangerous Romance         |